# Chór „Arion” w Bydgoszczy
Chór „Arion” w Bydgoszczy – polski chór mieszany istniejący w latach 1924-1990 w Bydgoszczy.

## Historia
Chór został założony 30 marca 1924 r. początkowo pod nazwą „Kółko Śpiewacze Czyżkówko”. Pierwszy prezes chóru - Władysław Kriese i dyrygent Stanisław Lisewski oparli swą działalność na mieszkańcach wówczas najbardziej ubogiej i zaniedbanej kulturalnie dzielnicy Bydgoszczy. Stowarzyszenie w pierwszym roku liczyło 60 osób.
W 1926 r. stał się członkiem Pomorskiego Związku Śpiewaczego i przyjął nazwę „Koło Śpiewacze – Arion”. Nazwa nawiązywała do Ariona - legendarnego poety, śpiewaka greckiego. W 1934 r. dyrygentem 104-osobowego zespołu został profesor Miejskiego Konserwatorium Muzycznego Alfons Rezler. 
Pod jego kierownictwem chór awansował w 1937 r. z kategorii III do I oraz osiągał coraz wyższy poziom artystyczny. Uczestniczył m.in. w koncertach oratoryjnych organizowanych przez Miejskie Konserwatorium Muzyczne, corocznych świętach pieśni oraz Ogólnopolskich Zjazdach Chórów.
Działalność po II wojnie światowej reaktywowano wiosną 1946 r. Chór liczył wówczas ok. 50 członków. Długoletnim dyrygentem „Arionu” (1947-1976) był Antoni Rybka – absolwent Miejskiego Konserwatorium Muzycznego w Bydgoszczy. Jego zasługą był systematyczny rozwój i sukcesy zespołu, m.in. III miejsce na Festiwalu Muzyki Polskiej w Warszawie (1951).
W 1952 r. patronat nad „Arionem” objęło Towarzystwo Muzyczne w Bydgoszczy. Chór rozrósł się do 80 członków i rozpoczął współpracę z Pomorską Orkiestrą Symfoniczną, nabierając charakteru zawodowego. Od tego czasu przyjął on nazwę: „Chór Arion przy Filharmonii Pomorskiej w Bydgoszczy”. Zespół rekrutował się z muzyków – amatorów oraz  pasjonatów śpiewu, poświęcających działalności koncertowej swój wolny czas. Repertuar chóru i jego poziom wykonawczy stawiały go w rzędzie chórów zawodowych, lecz zespół chętnie uczestniczył również w tradycyjnych zjazdach amatorskiego ruchu śpiewaczego. W 1954 r. chór uzyskał stałą subwencję z Ministerstwa Kultury i Sztuki, a w 1958 r. uzyskał lokal w nowo wybudowanym gmachu bydgoskiej Filharmonii Pomorskiej.
W latach 60. i 70. „Arion” prezentował najwyższy poziom artystyczny spośród chórów województwa bydgoskiego, a liczba jego członków dochodziła do 100. W 1974 r. z okazji 50-lecia istnienia, „Arion” wykonał  IX Symfonię Beethovena pod dyrekcją specjalnie zaproszonego na tę okazję Arnolda Rezlera. Chór bywał zapraszany do wielu ośrodków muzycznych kraju, dokonywał nagrań płytowych dla Polskiego Radia oraz śpiewał z udziałem zaproszonych światowej sławy dyrygentów i solistów, m.in. Stefanii Woytowicz, Bernarda Ładysza, Marii Fołtyn, Romana Mackiewicza, Antoniego Wita, Roberta Satanowskiego.
W latach 80. stopniowo obniżała się liczebność zespołu: ze 110 w 1985 r. do 70 osób w 1989 r. Po odejściu Antoniego Rybki zespołem kierowali kolejno: Czesław Kaczmarek, Henryk Nawotka, Sławomira Chipsz. Ostatnim koncertem „Arionu” był występ wraz z Orkiestrą Symfoniczną Filharmonii Pomorskiej na zakończenie sezonu artystycznego 1989/1990. „Arion” nie odnalazł się w nowych warunkach ustrojowych Polski początku lat 90. Po zaprzestaniu subwencjonowania z Funduszu Rozwoju Kultury, co stanowiło podstawę jego dotychczasowej działalności, chór uległ rozwiązaniu.